# Frauscher Bootswerft
Die Frauscher Bootswerft GmbH & Co KG ist ein Bootshersteller mit Sitz in Ohlsdorf im Bezirk Gmunden, Österreich.

## Geschichte
Der Gründer Engelbert Frauscher begann 1927 mit einer Bootsbauerei an der Alten Donau in Wien und übersiedelte nach dem Zweiten Weltkrieg mit seiner Familie nach Gmunden an den Traunsee.
Frauscher baute die Olympia-Jollen für den Österreichischen Segelverein, die bei den Olympischen Sommerspielen 1936 in Berlin zum Einsatz kamen. In den 1950er-Jahren entstanden in der Frauscher Bootswerft die Motorboote Fisch und Starfisch und man übernahm die Vertretung der norwegischen Yngling, einem  Regattenboot. Auch elektrische Boote wurden in dieser Zeit gefertigt.
Im Jahr 1971 führten Hans und Ernst Frauscher, die Söhne des Gründers, mit dem Bau von Polyesterbooten neue Baustoffe ein. Nach dem Inkrafttreten des gesetzlichen Verbotes von Motorbooten mit Verbrennungsmotor auf dem Traunsee, setzte man auf das leichte Elektroboot aus glasfaserverstärktem Kunststoff. In der 1976 erbauten Werft in Moosham bei Gmunden wurden in den folgenden Jahren mehrere hundert Elektroboote produziert.
Ab 1979 produzierte die Frauscher Bootswerft das H-Boot, nachdem die Lizenz dafür vom finnischen Segelverband übernommen worden war. Dieses Segelboot war sowohl aus wirtschaftlicher wie auch aus sportlicher Sicht ein  Erfolg für den Familienbetrieb. Hans Frauscher wurde mit dem H-Boot 1982 Weltmeister. Stefan Frauscher gewann damit im Jahr 2002 die Weltmeisterschaften.
Die Zentrale der Frauscher Bootswerft befand sich ab 1988 am Segelhafen Weyer in Gmunden. Der Gründer Engelbert Frauscher verstarb am 22. Jänner 1989. Im Zuge einer Umstrukturierung wurde das Unternehmen 1993 in eine GmbH & Co KG umgewandelt und Stefan Frauscher, Sohn von Hans Frauscher, trat 1996 in das Unternehmen ein. Sein Bruder Michael Frauscher ist geprüfter Bootsbauer und seit 1982 im Betrieb tätig. Im Jahr 2010 erhielt die Frauscher 717 GT die Auszeichnung „Powerboat of the Year“.
Mit dem Bau einer Werft in Ohlsdorf im Bezirk Gmunden etwa 2012 sowie der Eröffnung eines Vertriebsstandortes am Port Adriano auf Mallorca erschloss Frauscher das Luxussegment. Mit der Luxusyacht 1414 Demon vollzog das Unternehmen die Erweiterung der Produktpalette vom Binnensee aufs Meer.
Im Jahr 2001 hatte ein Brand am Segelhafen Weyer 60 Boote und das Bootshaus zerstört. Man baute 2002 an derselben Stelle ein neues Bootshaus und erweiterte den, von Andrea Frauscher-Oberfrank geführten, Frauscher-Hafen zuletzt 2015. An dieser Adresse befinden sich eine Ausstellungshalle und ein Verkaufsgeschäft des Unternehmens.
Ernst Frauscher, ältester Sohn des Gründers, verstarb am 16. Oktober 2017. Zu der Zeit baute die Werft etwa 80 Boote pro Jahr.
2023 wurde ein elektrisches Boot in Zusammenarbeit mit Porsche realisiert (Frauscher x Porsche 850 Fantom Air).

## Aktuelle Modelle

### Motorboote

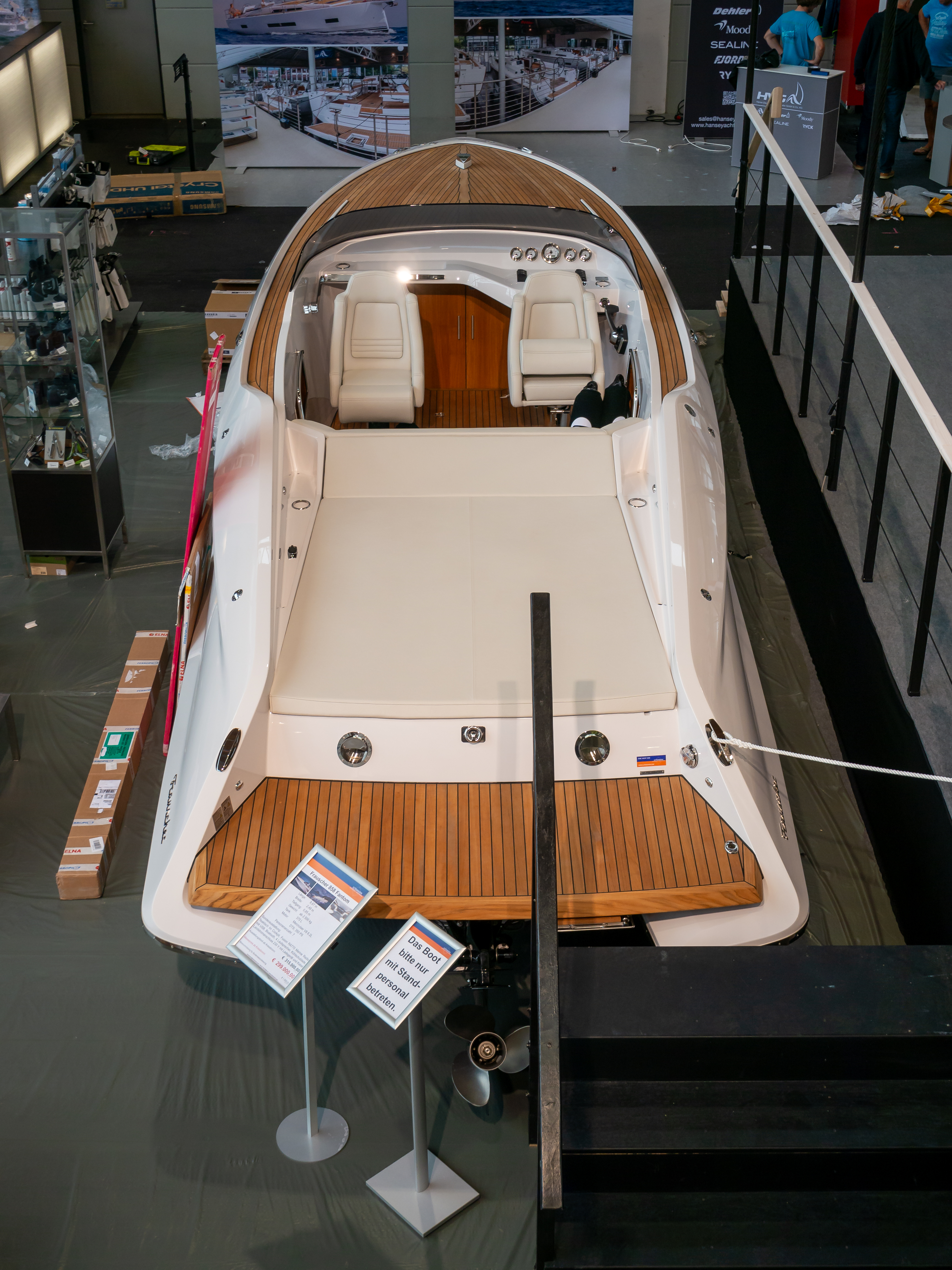
Frauscher 858 Fantom, 2023

- 747 Mirage
- 747 Mirage Air[1]
- 858 Fantom[1]
- 858 Fantom Air
- 1017 GT Air
- 1017 GT
- 1212 Ghost
- 1414 Demon[1]
- 1414 Demon Air

### Elektroboote
- 610 San Remo
- 650 Alassio
- 740 Mirage
- 740 Mirage Air
- Frauscher x Porsche 850 Fantom Air (auf Basis der Premium Platform Electric)[4]

## Eingestellte Modelle
- Olympia-Jolle (1933)
- Holz-Elektroboot (1955)
- Fisch (1958)
- Starfisch (1963)
- Zugvogel (1964)
- Fisch 420 (1965)
- 540 Portofino (1969)
- E2000 (1976)
- H-Boot (1979)
- h26 (1986)
- Trias (1987)
- Dyas (1993)
- h31 (1996)
- 707 Venezia (2000)
- 757/750 St. Tropez (2002)
- 560 Valencia (2004)
- 686/680 Lido (2005)
- 606/600 Riviera (2006)
- 909 Benaco (2007)
- 717 GT (2009)
- 1017 Lido (2012)

## Auszeichnungen
- 2008: Powerboat of the Year award :: Nominierung :: 606 Riviera[5]
- 2009: Powerboat of the Year award :: Nominierung :: 909 Benaco
- 2010: Powerboat of the Year award :: Gewonnen :: 717 GT
- 2011: Powerboat of the Year award :: Nominierung :: 650 Alassio
- 2012: Powerboat of the Year award :: Nominierung :: 1017 GT
- 2014:
  - Best of Boats Award :: Nominierung :: 747 Mirage[6]
  - Barca Dell´Anno :: Nominierung :: 747 Mirage
  - Nautic Design Award :: Gewonnen :: 747 Mirage
  - Sport & Style special award :: Gewonnen :: 747 Mirage
  - Motor Boat Awards :: Gewonnen :: 1017 GT[7]
- 2015:
  - Powerboat of the Year award :: Nominierung :: 747 Mirage
  - Best of the Best :: 747 Mirage[8]
- 2016:
  - German Design Award :: Gewonnen :: 747 Mirage
  - Showboats Design Award:: Finalist :: 747 Mirage[9]
  - Best of Boats Award :: Gewonnen :: 1414 Demon
  - Austrian Leading Companies :: 3. Platz[10]
  - Pegasus :: Gold
- 2017:
  - Staatspreis Marketing :: Gewonnen[11]
  - Concours d´Élégance, Cannes :: Gewonnen :: 858 Fantom Air[12]
- 2018:
  - German Design Award :: Gewonnen :: 1414 Demon
  - Best of Boats Award :: Nominierung :: 858 Fantom Air
- 2019:
  - Best of Boats Award :: Gewonnen :: 1414 Demon Air

## Standorte
- Betriebspark Ehrenfeld 3, 4694 Ohlsdorf, Österreich
- Port Adriano – Local D.2.4., Urbanización el Toro, s/n, 07180 Santa Ponsa, Calvia Mallorca / España
- Port Grimaud – 8, rue de l´Octogne, 83310 Port Grimaud, France